# Garcinia mangorensis
Garcinia mangorensis är en tvåhjärtbladig växtart som först beskrevs av René Viguier och Humbert, och fick sitt nu gällande namn av P.W.Sweeney och Z.S.Rogers. Garcinia mangorensis ingår i släktet Garcinia och familjen Clusiaceae. Inga underarter finns listade i Catalogue of Life.